# Sikorsky R-6
Sikorsky R-6 — лёгкий двухместный вертолёт. Разработчик — «Sikorsky Aircraft». Выпускался с 1945 года, выпущено 225 вертолётов. Состоял на вооружении в США и Великобритании, отдельные машины эксплуатировались в гражданской авиации.

## Разработка. Конструкция вертолёта
Вертолёт R-6 (обозначался также Hoverfly II) был разработан на основе успешной модели Sikorsky R-4. Он получил более совершенную аэродинамическую форму фюзеляжа. Трансмиссия и несущий винт были заимствованы с модели R-4, а двигатель установлен вертикально. В отличие от R-4, обшивка корпуса была выполнена из стеклопластика, хвостовая балка — алюминиевая. Усовершенствования позволили добиться, в частности, большей крейсерской скорости полета: 100 миль/ч против 82 у R-4. В конструкции шасси установлены гидравлические амортизаторы, что решило проблему земного резонанса. Первые машины производились предприятием «Sikorsky», затем производство было передано компании «Nash-Kelvinator».

## Эксплуатация
Первая партия R-6 была передана армейской авиации США в 1944 году, часть была передана флоту. Двадцать семь машин поступили на службу ВВС Великобритании, где были обозначены как Hoverfly II. В США машины эксплуатировались недолго как вспомогательные вертолеты и вскоре были заменены на более удачный вертолёт R-5.

## Летно-технические характеристики
- Экипаж: 1 человек
- Пассажиры: 1 человек
- Длина: 14,61 м
- Взлетный вес: 1179 кг
- Силовая установка: 1 × ПД Franklin 0-405-9, 240 л. с.
- Диаметр несущего винта: 11,58 м
- Максимальная скорость: 160 км/ч
- Практический потолок: 3048 м